# Gibbaeum pilosulum
Gibbaeum pilosulum är en isörtsväxtart som först beskrevs av Nicholas Edward Brown, och fick sitt nu gällande namn av Nicholas Edward Brown. Gibbaeum pilosulum ingår i släktet Gibbaeum och familjen isörtsväxter. Inga underarter finns listade i Catalogue of Life.

## Bildgalleri

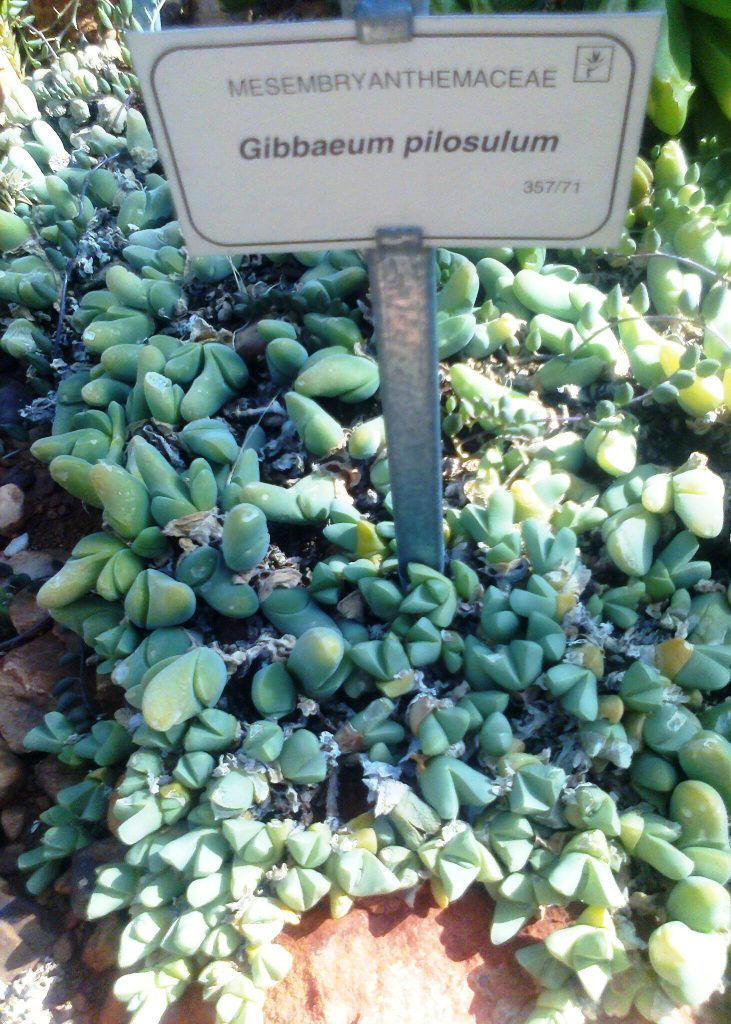
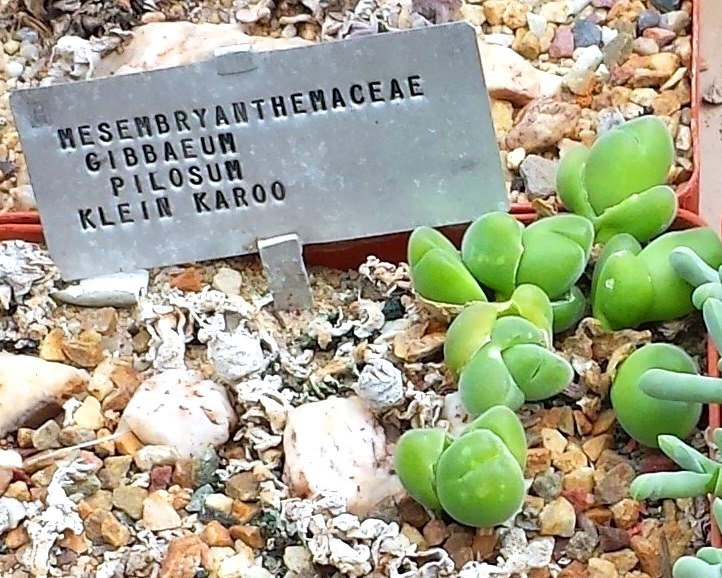